# Fridolin Holzer
Fridolin Holzer (* 29. September 1876 in Weiler im Allgäu; † 25. September 1939 ebenda) war ein deutscher Verleger und Dichter sowie Bürgermeister seines Geburtsortes von 1921 bis 1936.

## Leben
Fridolin Holzer wurde 1876 als ältester Sohn des aus Maierhöfen stammenden Volksschullehrers Gebhard Holzer geboren. Er besuchte die Volksschule in Weiler und anschließend die Oberrealschule in Ravensburg. 1886 erwarb sein Vater Gebhard Holzer die Druckerei Schwarz in Weiler, die das Anzeigeblatt für das westliche Allgäu herausgab und war fortan Redakteur und Herausgeber der Zeitung. Auf Wunsch der Familie verzichtete Fridolin Holzer auf ein Lehramtsstudium und übernahm 1902 die Druckerei. Er baute die Reichweite des Anzeigeblatts auf das gesamte westliche Allgäu aus. Mit 28 Jahren wurde Holzer zum 1. Beigeordneten der Marktgemeinde gewählt. Im Ersten Weltkrieg diente er vier Jahre als Leutnant. Nach Ende des Krieges war er bis 1936 Bürgermeister von Weiler im Allgäu und wurde bei seinem Rücktritt zum Ehrenbürgermeister ernannt.

## Werke (Auswahl)
Fridolin Holzer verfasste Gedichte hauptsächlich im alemannischen westallgäuerischen Dialekt. Einige Zeilen seiner Gedichte können als Anbiederung an den Nationalsozialismus gelesen werden.
- 1929: D' Schnnäddrbäs vu Wilar
- 1934: D’r Boschejohlar
- 1938: D’ Krottebluma
- 1937: Nommas Luschtegs für den Feierabend
- 1931: Der Dorfpoet (auf Hochdeutsch)

## Auszeichnungen
- 1936: Ehrenbürgermeister des Marktes Weiler im Allgäu
- Benennung der Fridolin-Holzer-Straße in Weiler und Lindenberg im Allgäu nach ihm